# استیو بایندر
استیو بایندر (انگلیسی: Steve Binder؛ زادهٔ ۱۲ دسامبر ۱۹۳۲) کارگردان فیلم، تهیه‌کننده فیلم، کارگردان تلویزیونی و تهیه‌کننده تلویزیونی اهل ایالات متحده آمریکا است. موفقیت او پشت دوربین، از اوایل ۲۰ سالگی و در برنامه‌های تلویزیونی‌ای که اجرای موسیقی داشت، آغاز شد. او همچنین یکی از افراد اثرگذار در خلق برنامه‌های موسیقی با گروه‌های مختلف نژادی و قومی با سبک‌های مختلف موسیقی بود.
از فیلم‌ها یا مجموعه‌های تلویزیونی که وی در آن‌ها نقش داشته‌است، می‌توان به دیگر وقتش رسیده‌است اشاره نمود.